# 中橋孝晃
中橋 孝晃（なかはし たかあき）は、日本の作曲家、トロンボーン奏者、音楽プロデューサー。

## 略歴
京都府京都市出身。3歳からピアノ、12歳からトロンボーンを始める。18歳からフランスにトロンボーン留学する。サン＝エチエンヌ国立音楽院卒業後、リヨン国立音楽院に進学。管弦楽・室内楽などの活動をする傍ら、クラブなどでのイベントにも精力的に参加するなど幅広い演奏・作曲活動を展開。帰国後にゲームやCM音楽などに楽曲提供を始める。2011年9月から拓殖大学非常勤講師を務めている。

## 主な作品

### ゲーム
- 勇者30 (カサブランカ/エンジンズ(The Engines))
  - (PSP/マーベラスエンターテイメント/2009年)複数のクリエイターと共作
- 勇者30 SECOND	(PSP/マーベラスエンターテイメント/2011年)
  - 複数のクリエイターと共作[2]
- タワーオブスペルズ (スマートフォン/ロノト/2014年)[3]
- スケ雀刑事 (ブラウザ/2016年)
  - 主題歌「ツモれ☆スケ雀刑事!」作詞・作曲（吉田仁美）
- カルチョファンタジスタ(ガンホー/2018年)

### テレビ
- パンでPeace!（東京MX・アニマックス/2016年）
- 日本名曲アルバム 編曲（BS-TBS/2018年）
- まんなかのりっくん[4]（テレビ東京系/2019年）
- 勇気の花がひらくとき〜やなせたかしとアンパンマンの物語（BS日テレ/2019年）
- ピーチボーイリバーサイド（2021年[5]）
- 180秒で君の耳を幸せにできるか?（2021年）
- 完璧すぎて可愛げがないと婚約破棄された聖女は隣国に売られる（2025年[6]）

### 映画
- 瀬戸内海賊物語 (松竹/2014年)　劇伴
- 海すずめ  (アークエンタテインメント/2016年)　劇伴
- やっさだるマン(スターキャット/2018年)　主題歌・劇伴
  - 主題歌「やっさだるマン」作詞・作曲
  - 交響詩「やっさだるマン」作編曲（演奏：ブラス・エクシード・トウキョウ）

### サウンドトラック
- 勇者30奏(マーベラスエンターテイメント/2011)
- 瀬戸内海賊物語オリジナルサウンドトラック(jeux d'eau/2014)
- 海すずめオリジナルサウンドトラック(jeux d'eau/2016)
- パンでPeace!オリジナルサウンドトラック〜パンでMUSIC!〜(jeux d'eau/2016)
- やっさだるマンオリジナルサウンドトラック(jeux d'eau/2018)

### CM
- キユーピー　ラジオCM
- キヤノン7D Mark II Short Movie "Cello"
- なめこ市場
- 東京海上日動　ドライブエージェント〜しあわせを守るもの〜[7]

### その他・PV
- Control Bear short animation film [ WONDER GARDEN ](graniph/colorido/2013)楽曲提供
- ゾンミちゃん (2016年)　OP/ED　劇伴[8]
- JINS MEME[9]
- ＃コンパス　短編アニメーション　深川まとい"牡丹"　(NHN playart × ニコニコ動画)
- ピューロ夏フェス2018 "KAWAIIビート♡祭リズム!"　(サンリオピューロランド)　音楽監督

## コンサート
- 2016年7月15日 - 海すずめ　コンサート・トークショー
  - 出演：武田梨奈、大森研一、劇伴音楽団"彩-イロドリ-"[10]
- 2017年2月4日 - TV アニメ「パンでPeace!」演奏会 ～パンで Music!～
  - 出演：豊田萌絵、大森日雅、朝日奈丸佳、パンでPeace!カルテット[11]

## 出演
- 音魂ピレーション(かつしかFM)